# Harumi Fujita
Harumi Fujita (en japonès: 藤田はるみ, també coneguda com a Harumi Fujita Kawabe) és una investigadora japonesa d'arqueologia mexicana que s'ha especialitzat en el període preclàssic dels estats del nord de Baixa Califòrnia i Baixa Califòrnia Sud. Les seves investigacions han demostrat que les cultures pesqueres havien sorgit a la zona al final del període del Plistocè, cosa que indicava una ocupació de fa almenys 11.000 anys. En una lleixa de les coves conegut com el refugi Babisuri (en anglès: Babisuri Shelter), la datació per radiocarboni indicava que la zona podria haver estat ocupada fa 40.000 anys.

## Primers anys
Harumi Fujita va néixer a Otaru, Hokkaido (Japó) i va créixer a Sapporo fins al seu cinquè aniversari. Com que el seu pare era estudiant de la Universitat de Michigan, la família, que incloïa un germà i els seus pares, es va traslladar a Ann Arbor, Michigan, durant dos anys, on Fujita va començar la seva educació primària. De retorn al Japó, va acabar els seus estudis secundaris i va assistir a la Universitat de Hokkaido. Després de graduar-se, Fujita es va traslladar a Israel per estudiar hebreu i va conèixer a diversos estudiants mexicans a les seves classes. Vivint en un kibutz, es va interessar per l'arqueologia i va visitar diversos llocs durant els seus dos anys al país. Al 1978 es va traslladar a la Ciutat de Mèxic i es va inscriure a classes d’arqueologia a l’Escola Nacional d’Antropologia i Història (ENAH). Completant el seu curs el 1982, va acompanyar Jesus Mora i Baudelina Garcia Uranga a la península de Baixa Califòrnia, al nord de Mèxic, per completar els seus projectes de camp. Escrivint la seva tesi sobre els mariscs recollits pels indígenes prehistòrics a la península, es va llicenciar en arqueologia al 1985.

## Trajectòria
Treballant en una pila de restes a la Baixa Califòrnia Sud, Fujita va postular al 1988 que els assentaments al llarg de la costa a partir de restes d’animals marins semblaven ser transitoris. Al 1991, Fujita va ser designada investigadora de l’Institut Nacional d’Antropologia i Història (INAH) (Institut Nacional d’Antropologia i Història) i assignada a la Baixa Califòrnia Sud que treballant a la regió del promontori. La seva tasca inicial era coordinar una enquesta de la zona i documentar els jaciments. Entre 1994 i 1996, l'enquesta de Fujita sobre l'illa i la propera Isla Partida es va recopilar com a El poblamiento de América visto desde la isla Espíritu Santo (en català: El poblament d'Amèrica vist des de l'illa Espíritu Santo) i va documentar 127 jaciments costaners, que incloïen coves, camps a l'aire lliure, refugis i piles de restes, els quals contenen artefactes, enterraments i pintures rupestres. Datades per indicar l'ocupació de fa entre 10.000 i 21.000 anys enrere, les troballes van confirmar l'ocupació de l'illa molt abans de l'arribada dels europeus.
Al 1996, Fujita va identificar el recinte Babisuri Shelter a l'illa d'Espíritu Santo. A l'estrat III del refugi, va descobrir artefactes fets amb closca que havien estat datats amb radiocarboni per donar cronologies que indiquen l'ocupació del lloc fa 40.000 anys. Els descobriments van ser significatius, ja que van indicar que l'habitatge a les Amèriques pot haver-se produït milers d'anys abans de l'estimació anterior. Es van realitzar vuitanta-vuit proves de datació diferents al lloc, confirmant cinc capes de d'estrats i tres ocupacions diferents per habitants durant el període arcaic. Al 2000, Fujita i Judith F. Porcasi van avaluar els mètodes en què els primers caçadors podrien haver explotat els dofins. La manca de restes ha provocat que molts teòrics rebutgessin que aquesta caça es produís al nord de Mèxic, però Fujita i Porcasi postulaven que xaclar pedres juntes sota l'aigua des del costat d'un vaixell podria alterar el sonar dels dofins. A les zones on es troben aigües profundes a prop de la línia de la costa, la tècnica es podria utilitzar per varar els animals i permetre que estiguessin clavats o llançats, tal com es feia a l'Atlàntic Nord i les Illes del Pacífic.
Fujita va descobrir uns artefactes al 2011, ganxos en forma de C, similars als trobats a l'Equador, Austràlia i al llarg de la costa del mar d’Aràbia, cosa que indica que entre 8.000 i 11.000 anys enrere, els pobles indígenes que vivien a Baixa Califòrnia Sud es comprometien en la pesca. Catorze dels ganxos es van datar definitivament de l'era del Plistocè terminal, cosa que va fer que es trobessin entre els ganxos de pesca més antics que es coneixen i confirmant que les cultures pesqueres havien sorgit a Amèrica del Nord abans del període de l'Holocè Inicial. Al 2013, Aníbal Lopez Espinoza va publicar una anàlisi de les pintures rupestres documentades per Fujita, Dave Huddart i Silva. Fujita va ampliar la seva àrea d’investigació al llarg de la costa que abasta la zona entre La Paz i la serra de les Cacachilas (d’oest a est) i entre El Novillo i la platja de Tecolote (de sud a nord), i va identificar 172 jaciments amb importants restes arqueològiques. En total, al seu treball a Baixa California Sud ha identificat més de 500 llocs amb traces de valor històric. Al 2014, va localitzar dues coves a prop de la platja de Tecolote que confirmen l’assentament antic de la zona fa uns 10.000 anys al període de l’Holocè Inicial. De manera similar als llocs anteriors trobats a Espíritu Santo, els recursos marins i les petxines eren sovint utilitzats pels habitants. Continuant el seu treball al lloc, va descobrir 61 llocs funeraris, que mostren les característiques funeràries de les inhumacions duals per als antics pobladors.

## Obres selectes
- Fujita, Harumi (1991). Informe de los trabajos realizados en el proyecto Identificación y Catalogación de los Sitios Arqueológicos del Área del Cabo, BCS [Report of the work carried out in the project Identification and Cataloging of the Archaeological Sites of the Cape Area, BCS] (en Castellà). Mexico City, Mexico: Instituto Nacional de Antropología e Historia.[14]
- Fujita, Harumi (1994). Informe de los trabajos realizados en el proyecto Identificación y Catalogación de los Sitios Arqueológicos del Área del Cabo, BCS [Report of the work carried out in the project Identification and Cataloging of the Archaeological Sites of the Cape Area, BCS] (en Castellà). Mexico City, Mexico: Instituto Nacional de Antropología e Historia.[14]
- Fujita, Harumi «Manifestación rupestre en la región austral de BCS» (en castellà). Revista COBACH. Colegio de Bachilleres de Chiapas [Chiapas, México], 10, 1995, pàg. 25–29.[14]
- Fujita, Harumi; Rosales, Alfonso; Gutiérrez, María de la Luz «Una Puerta en el tiempo: El Médano: Un conchero en Cabo San Lucas» (en castellà). Revista Noroccidente, 1996, pàg. 35–52.[15]
- Fujita, Harumi (1996). Informe de la sexta temporada de campo del proyecto Identificación y Catalogación de los Sitios Arqueológicos del Área del Cabo, BCS [Report of the sixth field season of the project Identification and Cataloging of the Archaeological Sites of the Cape Area, BCS] (en Castellà). Mexico City, Mexico: Instituto Nacional de Antropología e Historia.[15]
- Poyatos de Paz, Gema; Fujita, Harumi «Equilibrio entre el hombre y la naturaleza: Los indígenas costeros de El Médano, Baja California Sur, México» (en castellà). Revista Española de Antropología Americana. Universidad Complutense de Madrid [Madrid, Spain], 28, 1998, pàg. 11–38. ISSN: 0556-6533.[16]
- Fujita, Harumi (2000). Informe del recorrido de superficie realizado en la localidad denominada "El Rincón" en el municipio de Los Cabos, La Paz, BCS, México [Report of the surface route carried out in the locality called "El Rincón" in the municipality of Los Cabos, La Paz, BCS, Mexico] (en Castellà). Mexico City, Mexico: Instituto Nacional de Antropología e Historia.[15]
- Porcasi, Judith F.; Fujita, Harumi «The Dolphin Hunters: A Specialized Prehistoric Maritime Adaptation in the Southern California Channel Islands and Baja California». American Antiquity. Cambridge University Press [Cambridge, England], 65, 3, 7-2000, pàg. 543–566. DOI: 10.2307/2694535. ISSN: 0002-7316. JSTOR: 2694535.
- Fujita, Harumi; Porcasi, Judith F.; Poyatos de Pas, Gema «Explotación intensiva de delfines en Las Tinas núm. 3, Baja California Sur» (en castellà). Arqueología Secunda Época. Instituto Nacional de Antropología e Historia [Mexico City, Mexico], 28, 7-2002, pàg. 5–20. ISSN: 0187-6074 [Consulta: 4 abril 2018].
- Fujita, Harumi «Enterramientos en concheros y cuevas de Baja California Sur» (en castellà). Revista Arqueología Mexicana. Editorial Raices [Mexico City, Mexico], 11, 62, 2003, pàg. 40–43. ISSN: 0188-8218.[15]
- Fujita, Harumi; Poyatos de Paz, Gema «Prehistoric Quarrying and Stone Tool Production at El Pulguero, Baja California Sur, Mexico». PCAS Quarterly. Pacific Coast Archaeological Society [Costa Mesa, California], 39, 2–3, 2003, pàg. 23–36. ISSN: 0552-7252 [Consulta: 4 abril 2018].
- Fujita, Harumi. «El desierto rodeado del mar: Condiciones favorables para la supervivencia de los indígenas de Baja California Sur». A: Desierto y fronteras: el norte de México y otros contextos culturales (en castellà). 1st..  México, D.F.: Universidad Nacional Autónoma, 2004, p. 203-224. ISBN 978-9-703-21573-7.
- Fujita, Harumi. «The Cape Region». A: The prehistory of Baja California advances in the archaeology of the forgotten peninsula.  Gainesville: University Press of Florida, 2006, p. 82–98. ISBN 978-08-130-296-58.
- Fujita, Harumi; Lara, Aline; Martínez Rojo, Iziar; Aguilera, Raúl; Franco Pérez, Armando (2007). Informe del salvamento arqueológico "Vista Serena", Municipio de Los Cabos, BCS [Archaeological salvage report "Vista Serena", Municipality of Los Cabos, BCS] (en Spanish). Mexico City, Mexico: Instituto Nacional de Antropología e Historia.[15]
- Fujita, Harumi (2009). Informe final del proyecto "El poblamiento de América visto desde la isla Espíritu Santo, B. C. S." [Final report of the project "The settlement of America seen from the island Espíritu Santo, B.C. S."] (en Castellà). Mexico City, Mexico: Instituto Nacional de Antropología e Historia.[17]
- Fujita, Harumi «Rhyolite Bifacial Preform Production at el Pulguero: A Prehistoric Quarry and Workshop Site in the Cape Region of Baja California». SCA Proceedings. Society for California Archaeology [Chico, California], 22, 2009, pàg. 1–6 [Consulta: 4 abril 2018].
- Piña Villalobos, Luisa; Fujita, Harumi; Bulhusen, Karim (2009). Informe del salvamento arqueológico en el predio "La Capilla" en la Bahía Las Palmas, Municipio de Los Cabos, BCS [Archaeological salvage report on the "La Capilla" property in Las Palmas Bay, Municipality of Los Cabos, BCS] (en Castellà). Mexico City, Mexico: Instituto Nacional de Antropología e Historia.[18]
- Fujita, Harumi «Prehistoric Occupation of Espíritu Santo Island, Baja California Sur, Mexico: Update and Synthesis». Journal of California and Great Basin Anthropology. Malki Museum Press, San Diego State University [Banning, California], 30, 1, 2010, pàg. 17–33. ISSN: 0191-3557. JSTOR: 23215633.
- Laylander, Don; Fujita, Harumi; Guía Ramírez, Andrea «Clues to Baja California's Prehistory from Marine Shell». SCA Proceedings. Society for California Archaeology [Chico, California], 27, 2013, pàg. 57–72 [Consulta: 4 abril 2018].
- Fujita, Harumi; Melgar, Emiliano «Early Holocene use of Pleistocene fossil shells for hide-working at Covacha Babisuri on Espíritu Santo Island, Baja California Sur, Mexico». The Journal of Island and Coastal Archaeology. Taylor & Francis [Abingdon-on-Thames, Oxfordshire, England], 9, 1, 3-2014, pàg. 111–129. DOI: 10.1080/15564894.2013.840871. ISSN: 1556-1828.
- Fujita, Harumi; Bulhusen Muñoz, Karim «Landscape, Raw Material, and Prehistoric Settlement Patterns in the Area of La Paz, Baja California Sur». SCA Proceedings. Society for California Archaeology [Chico, California], 28, 2014, pàg. 117–134. Arxivat de l'original el 8 d’abril 2017 [Consulta: 4 abril 2018].
- Fujita, Harumi «Early Holocene pearl oyster circular fishhooks and ornaments on Espíritu Santo Island, Baja California Sur». Monographs of the Western North American Naturalist. Monte L. Bean Life Science Museum [Provo, Utah], 7, 1, 2016, pàg. 129–134. ISSN: 1527-0904. Article 9 [Consulta: 4 abril 2018].
- Fujita, Harumi; Cáceres-Martínez, Carlos; Ainis, Amira F. «Pearl Ornaments from the Covacha Babisuri Site, Espíritu Santo Island, Baja California Sur, Mexico». PCAS Quarterly. Pacific Coast Archaeological Society [Costa Mesa, California], 53, 2–3, 7-2017, pàg. 63–86. ISSN: 0552-7252 [Consulta: 4 abril 2018].